# Гидробиологическое общество
Гидробиологическое общество при Российской академии наук (ГБО при РАН) — научное общество, основанное в 1947 году. Предшественником общества «Общество исследователей воды и её жизни», которое организовал Сергей Алексеевич Зернов в 1921 году. С 1949–1989 общество издавало «Труды ВГБО». В 1965 году состоялось первый съезд общество и в этом же году на базе украинского отделения стал выходить «Гидробиологический журнал». В 1993 году на базе отделений и филиалов Всесоюзного гидробиологического общества, находящихся на территории Российской Федерации было создано Гидробиологическое общество при РАН. Гидробиологическое общество является добровольной научно-общественной организацией, действующей на основе самоуправления и руководствующейся действующим законодательством и Уставом.
С 1995 общество стало одним из учредителей журнала «Биология внутренних вод»
Органом управления Гидробиологического Общества в период между съездами является Центральный совет Общества, в который входят Президиум Центрального совета и председатели региональных отделений Общества. Президент Президиум Центрального совета ГБО РАН Голубков Сергей Михайлович, член-корреспондент РАН, Зоологический институт РАН.

## Президенты общества
Президентами общества были:
- Борис Лавретнтьевич Исаченко 1947–1948
- Ширшов П. П.  —1948–1953
- Зенкевич Л. А.  —1953–1970
- Винберг Г. Г. — 1970–1986
- Сущеня Л. М.  — 1986–1991
- Алимов А. Ф. — 1991–2014
- Голубков С. М. с 2014 года

## Региональные отделения
- Алтайское Отделение ГБО при РАН
- Архангельское Отделение ГБО при РАН
- Астраханское Отделение ГБО при РАН
- Борковское Отделение ГБО при РАН
- Бурятское Отделение ГБО при РАН
- Волгоградское Отделение ГБО при РАН
- Вологодское отделение (ВНИРО)
- Екатеринбургское Отделение ГБО при РАН
- Забайкальское (Читинское) Отделение ГБО при РАН
- Ижевское Отделение ГБО при РАН
- Иркутское (Байкальское) Отделение ГБО при РАН
- Казанское Отделение ГБО при РАН
- Калиниградское Отделение ГБО при РАН
- Камчатское Отделение ГБО при РАН
- Карельское Отделение ГБО при РАН
- Коми Отделение ГБО при РАН
- Курганское Отделение ГБО при РАН
- Красноярское Отделение ГБО при РАН
- Крымское Отделение ГБО при РАН
- Московское Отделение ГБО при РАН
- Мурманское (Кольское) Отделение ГБО при РАН
- Нижегородское Отделение ГБО при РАН
- Новосибирское Отделение ГБО при РАН
- Отделение ГБО Вологодского госуниверситета
- Оренбургское Отделение ГБО при РАН
- Пермское Отделение ГБО при РАН
- Санкт-Петербургское Отделение ГБО при РАН
- Приморское Отделение ГБО при РАН
- Ростовское Отделение ГБО при РАН
- Саратовское Отделение ГБО при РАН
- Тольяттинское Отделение ГБО при РАН
- Тюменское Отделение ГБО при РАН
- Ярославское Отделение ГБО при РАН